# Hayden White
Hayden White (12. července 1928, Martin, Tennessee – 5. března 2018) byl americký historik a literární teoretik řazený k postmodernismu, profesor srovnávací literatury na Stanfordově univerzitě.
Jeho nejznámější prací je kniha Metahistory: The Historical Imagination in Nineteenth-Century Europe z roku 1973. Odmítl v ní vnímat historiografii jako objektivní vědeckou disciplínu, vnímá ji spíše jako literární žánr, zdůraznil, jak je historik závislý na jazyku a rétorických tropech.

### České překlady
- Tropika diskursu, Praha, Karolinum 2010.
- Metahistorie, Brno, Host 2011.